# Stelle sull'acqua
Stelle sull'acqua è stato un programma televisivo di Rai 1 e andato in onda per nove puntate dal 2 ottobre al 18 dicembre 1993, di sabato, alle 18:00.

## Il programma
Lo show era condotto da Carmen Russo, con alcuni ospiti in studio.
Lo show, ispirato ai vecchi programmi RAI, venne registrato a Roma, all'interno di un acquario, all'interno del quale la stessa Carmen Russo si esibiva in alcuni balletti.

## Cast tecnico
- Regia: Franco Liverani
- Autori: Franco Liverani, Luigi Bonori
- Scenografia: Cesarini da Senigallia
- Costumi: Gabriele Mayer
- Coreografie: Enzo Paolo Turchi
- Primo ballerino: Carmen Russo
- Direzione musicale: Danilo Vaona